# Passiflora mucronata
Passiflora mucronata là một loài thực vật có hoa trong họ Lạc tiên. Loài này được Lam. mô tả khoa học đầu tiên năm 1789.